# ناحیه موروتو
ناحیه موروتو (به لاتین: Moroto District) یک منطقهٔ مسکونی در اوگاندا است که در استان شمالی، اوگاندا واقع شده‌است. ناحیه موروتو ۳٬۵۳۷٫۶ کیلومتر مربع مساحت و ۱۰۳٬۴۳۲ نفر جمعیت دارد.